# 魏収
魏 収（ぎ しゅう、506年（正始3年） - 572年（武平3年））は、北斉の文人・学者。字は伯起。諡は文貞。本貫は鉅鹿郡下曲陽県。父は魏子建。子は魏仁表。北魏の正史『魏書』の撰者で、太学博士。

## 生涯
北魏の節閔帝の時期に散騎侍郎となり、起居注（皇帝身辺の記録）を管掌した。その後、修国史・中書侍郎となる。北魏末より、東魏・北斉の詔書の多くには、魏収の文が採用され、律令の改修や礼典の整備にも功績を残したとされる。温子昇・邢卲と共に「北地三才」と称された。
北斉の建国後は、中書令・著作郎となる。551年（天保2年）、北魏史の編纂を命じられ、554年、『魏書』130巻を著し奏上した。しかし、魏収の撰した『魏書』は、編纂にあたって自分の意見に従う者だけを史官として任命したことや、敵対した者をことごとく貶め、記述に公平さを欠くことなどから、評判はすこぶる悪く、「穢史」と称されたりもした。また、自らの才覚をたのみ傲慢であったことや、南朝梁に使者として赴いた時、迎賓館に妓女を連れ込んで南朝梁側の顰蹙を買ったり、「驚蛺蝶（蝶々漁り）」とあだ名されるほどの好色な面や、権力者に平気でこびへつらったなどのことから、批判を受けることが多々あったという。『魏書』編纂によって人々の怨みを買ったため、577年に北斉が滅亡すると、墓が暴かれ、遺骨は外に棄てられた。文集70巻が見られたというが、伝存しない。

## 伝記資料
- 『魏書』巻104 列伝第92
- 『北斉書』巻37 列伝第29
- 『北史』巻56 列伝第44